# Электра (звезда)
Эле́ктра (др.-греч. Ηλέκτρα / 17 Tau / 17 Tauri / 17 Тельца) — звезда 4-й величины, третья по яркости звезда в рассеянном звёздном скоплении Плеяды, в созвездии Тельца.

## Физические характеристики
Электра — бело-голубой гигант спектрального класса B6III. Среди основных 10 звёзд скопления — Электра самая горячая, её видимая величина +3,71, а светимость в 1225 раз больше солнечной. Расстояние до звезды найдено  при помощи параллакса (измеренного спутником Hipparcos) и составляет около 370 световых лет, однако это не может считаться окончательной величиной, так как скопление Плеяд находится довольно далеко и расстояние до звезды не может быть определено достоверно.
Как и у других Плеяд (в особенности Меропы и Майи), вокруг Электры наблюдается отражательная туманность, рассеиваемый межзвёздной пылью свет звезды при прохождении межзвёздного газопылевого облака.
При температуре поверхности звезды приблизительно в 14000 К, радиус Электры превышает солнечный в 6 раз, а масса равна 5 солнечным массам. 
Как и многие звезды класса B, Электра быстро вращается вокруг своей оси, скорость вращения составляет около 170 км/с, период обращения 1,75 суток. В спектре звезды обнаружены эмиссионные линии, возникающие благодаря истечению вещества с экватора звезды. Учитывая это, а также высокую скорость вращения, Электру можно отнести к так называемым Be-звёздам. Кроме того, из спектра звезды следует, что Электра — двойная или даже тройная звёздная система, а один из её компаньонов — вероятно звезда класса A, похожая на Вегу. Эта также было подтверждено наблюдениями при затмении звезды Луной.
Время от времени происходит затмение Электры планетами нашей солнечной системы. Последний раз наблюдалось её затмение Венерой 9 мая 1841 года.

## Имя и мифология
Название звезды происходит от имени самой младшей из плеяд, родившей от брака с Зевсом Дардана, основателя царской династии в Трое.
Согласно обозначению Флемстида Электра — «17 Тельца».